# Drosophiliste
On appelle drosophiliste un généticien spécialiste de la génétique des drosophiles.
- T. H. Morgan fut le premier des drosophilistes, à l'aube du XXe siècle.
- C. B. Bridges
- A. H. Sturtevant

## Prix Nobel
Jules Hoffmann : prix Nobel de physiologie ou médecine en 2011

Christiane Nüsslein-Volhard : prix Nobel de physiologie ou médecine en 1995

Eric F. Wieschaus : prix Nobel de physiologie ou médecine en 1995

Edward B. Lewis : prix Nobel de physiologie ou médecine en 1995

Hermann Joseph Muller : prix Nobel de physiologie ou médecine en 1946

Thomas H. Morgan : prix Nobel de physiologie ou médecine en 1933